# Wardner
Pour la ville américaine, voir Wardner (Idaho).
Wardner est un jeu vidéo développé et édité par Taito. Il s’agit d’un de jeu de plates-formes sorti en 1987 sur borne d'arcade, Mega Drive et Famicom Disk System.

## Système de jeu
Le joueur contrôle un personnage assez semblable à un hobbit qui doit traverser trois niveaux différents (et un donjon final en deux parties, donc cinq en tout) dans le but de sauver sa petite amie des griffes du vil Wardner. Aux contrôles de bases, courir et tirer, s'ajoute la faculté d'envoyer des boules de feu (une au démarrage, et en prenant des bonus, jusqu'à huit). Le joueur peut aussi ramasser des pièces d'or afin de les échanger contre des compétences spéciales à la fin de chaque niveau. Dans la boutique, on trouvera : le tir en zigzag, le tir tournoyant, le tir horizontal (le plus cher), la cape (qui est une protection lorsqu'on se fait toucher), le fil à repriser (même fonction que la cape) et l'horloge magique (qui rajoute une minute de temps lorsque celui-ci est écoulé).